# Goran Babić
Goran Babić (Vis, 18. listopada 1944.) književnik je i polemičar. Opus mu je raznovrsan i opsežan; piše pjesme, roman, polemike, eseje.
Diplomirao je na Ekonomskom fakultetu u Zagrebu. Od 1969. godine vodio je Centar za društvene djelatnosti omladine, kada je objavljen niz knjiga mladih hrvatskih pisaca. Glavni je urednik časopisa Oko od 1973. godine, gdje dolazi do izražaja njegova polemičarska strast. Zastupanjem stavova Saveza komunista Jugoslavije izaziva prezir dijela hrvatske javnosti. Godine 1991. napušta Hrvatsku. Živi u Beogradu.

## Nepotpun popis djela

### Pjesme
- Ostale otvorene igre (1969.)
- Mjesečina, noćni lijes (1975.)
- Noćna rasa (1979.)
- Duša (1987.)